# 胡守龙
胡守龙（?—?），清朝初年陕西反清领袖。

## 生平
顺治二年（1645年），他在陕西以焚祝为名，聚众反清，率众数万，自称徐会公，改元清光。被陕西总督孟乔芳镇压。